# 24779 Presque Isle
24779 Presque Isle este o planetă minoră (asteroid), cu un diametru de 4,702 km, din centura de asteroizi. A fost descoperită pe 23 iulie 1993 la Observatorul Palomar de Carolyn S. Shoemaker și a fost numită după University of Maine at Presque Isle⁠(d). 
Obiectul prezintă o orbită caracterizată de o semiaxă mare de 2,597359 UAi, o excentricitate de 0,23, o înclinație de 16,04974 ° în raport cu ecliptica.